# Stefano Jacini (1886-1952)
Conte Stefano Jacini (Milano, 3 novembre 1886 – Milano, 31 maggio 1952) è stato un politico e storico italiano.
Nacque da Giovanni Battista Jacini e Carolina Cavi, primo di sei figli.
Nipote del Ministro Stefano Jacini, di professione avvocato,  fu Ministro della Guerra nel Governo Parri. In seguito aderì alla Democrazia Cristiana, nelle cui liste fu eletto all'Assemblea Costituente. Nel partito si distinse nell'area interna dei Vespisti, dal luogo di fondazione, il Vespa Club di Roma, i cui membri erano di orientamento di destra conservatrice. 
Senatore nella I Legislatura, su invito di Ernesto Rossi, scrisse un opuscolo intitolato Federalismo e autonomie locali.
Per iniziativa di Mondadori si prodigò anche nella traduzione in lingua italiana del romanzo Niente di nuovo sul fronte occidentale.

## Opere
- Un conservatore rurale della nuova Italia, Bari, Laterza, 1926[2].

- Il tramonto del potere temporale, Bari, Laterza, 1931.

- Storia del Partito Popolare Italiano, Milano, Garzanti Editore, 1951.